# Horvay János

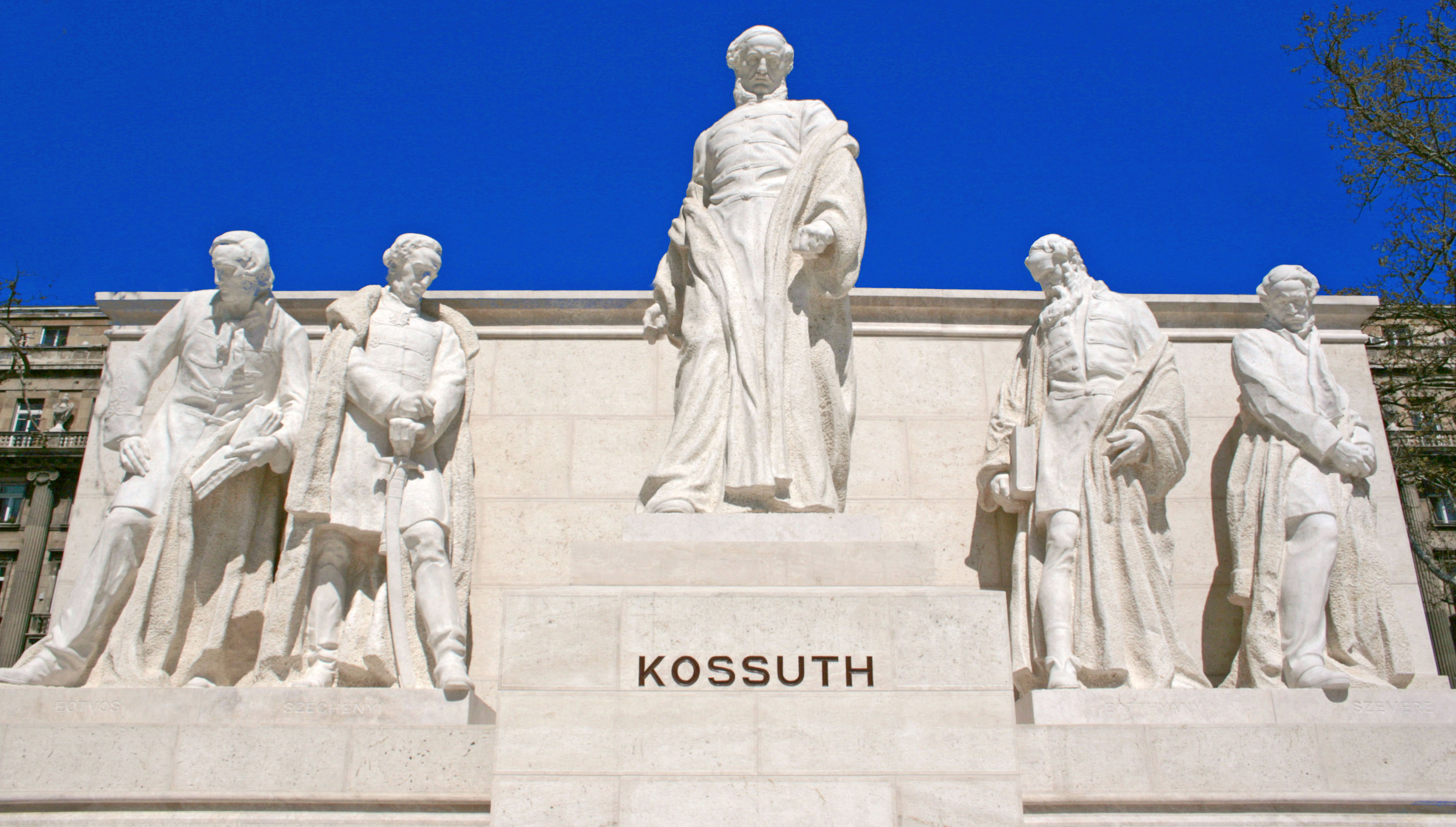
A Kossuth-szoborcsoport a fővárosi Kossuth téren. A felújított szobor második felavatása 2015. március 3-án történt. Elődjét a szocializmus idején eltávolították

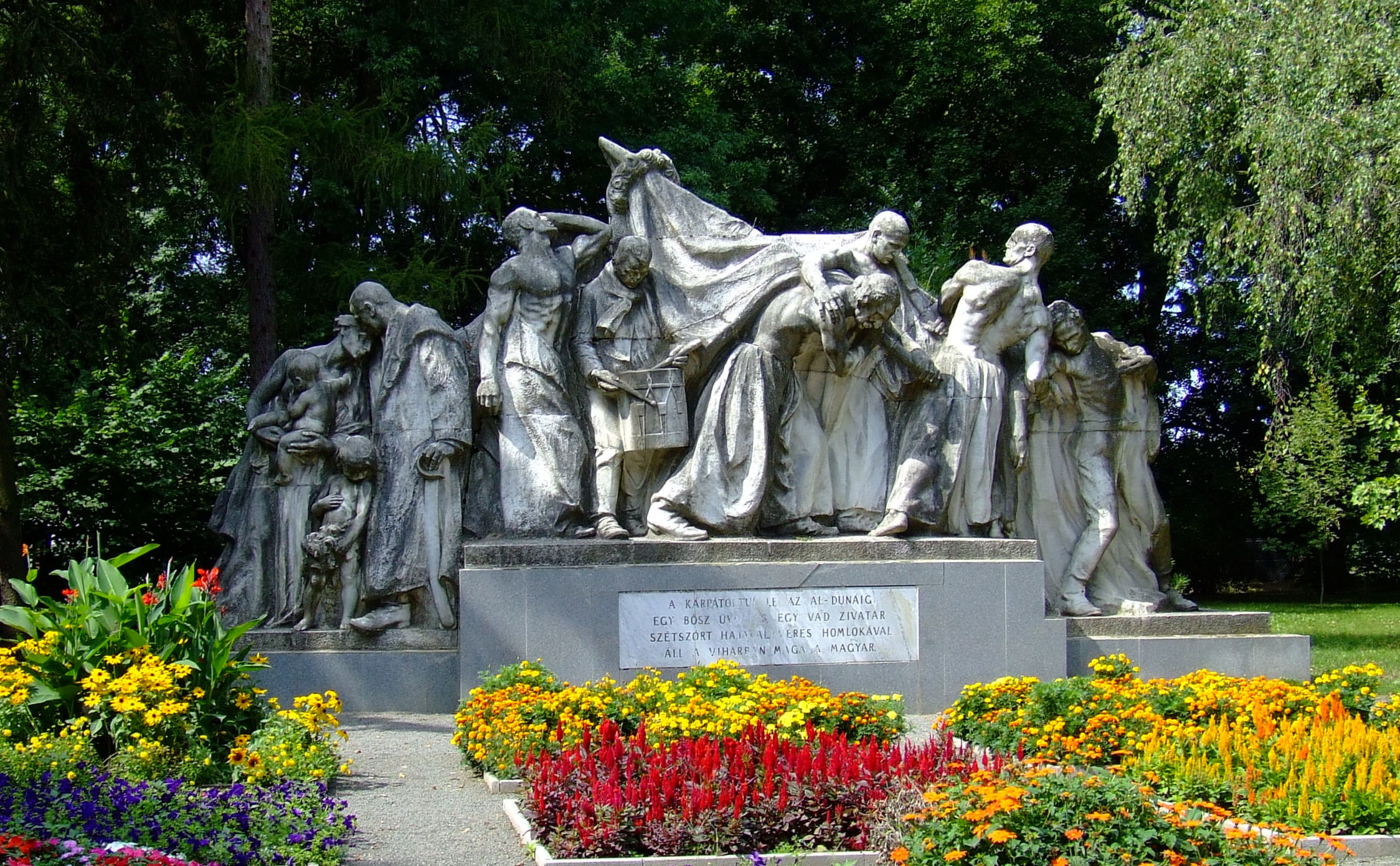
A Kossuth-szoborcsoport szabadságharcot jelképező részlete Dombóváron

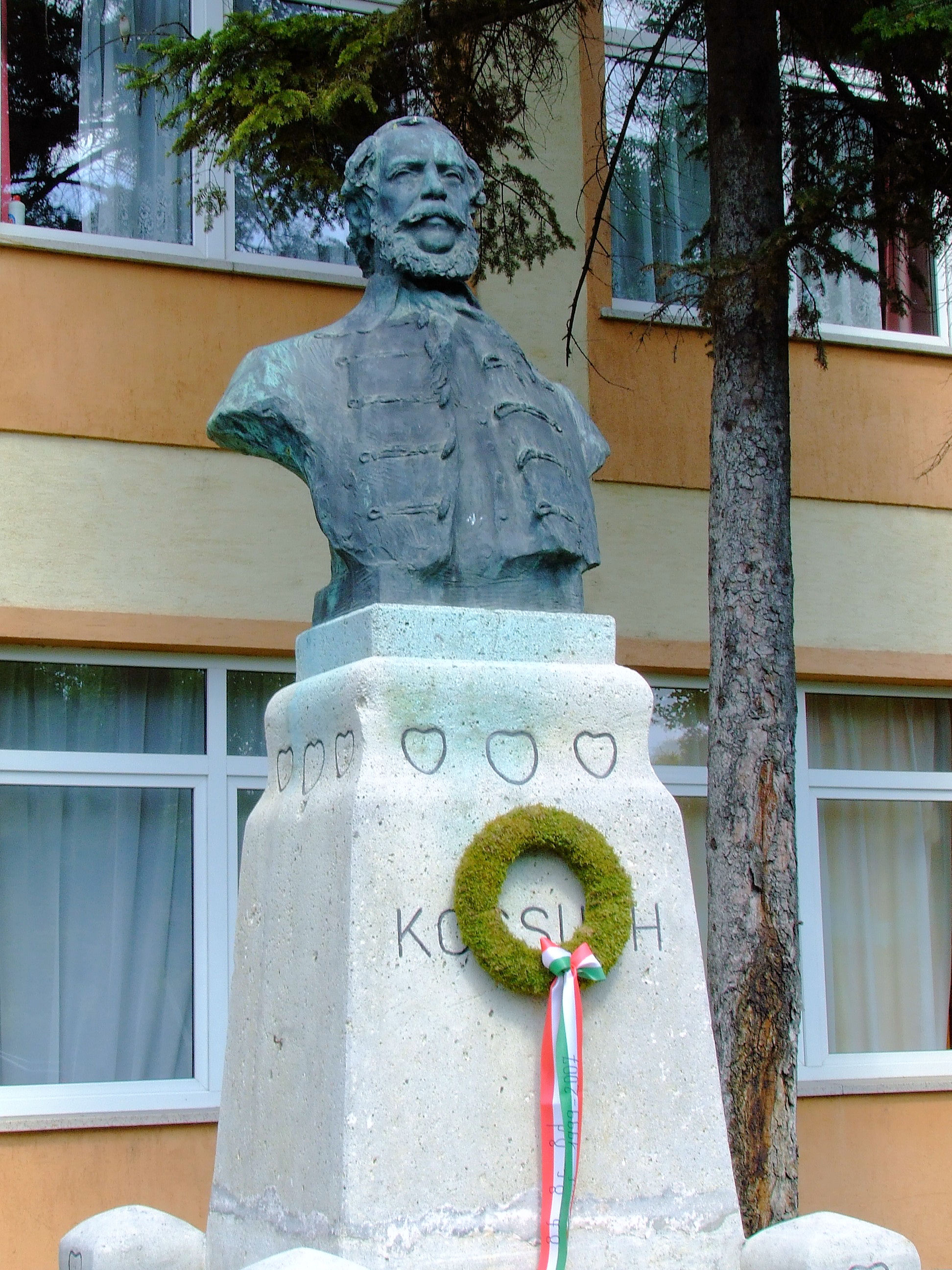
A soltvadkerti Kossuth-szobor, melynek 1903. évi avatásán Kossuth Ferenc is részt vett.

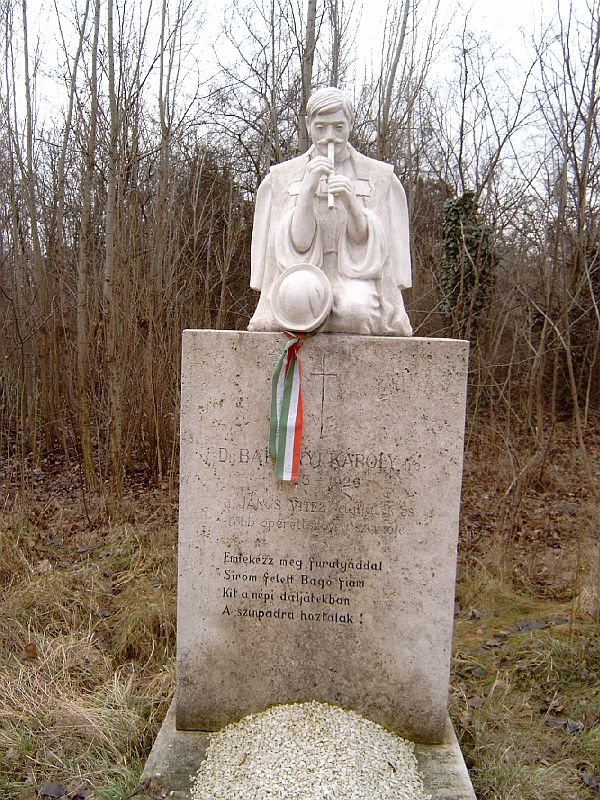
Bakonyi Károly sírja Budapesten. Kerepesi temető: 39-1-33. Horvay János szobrász műve.

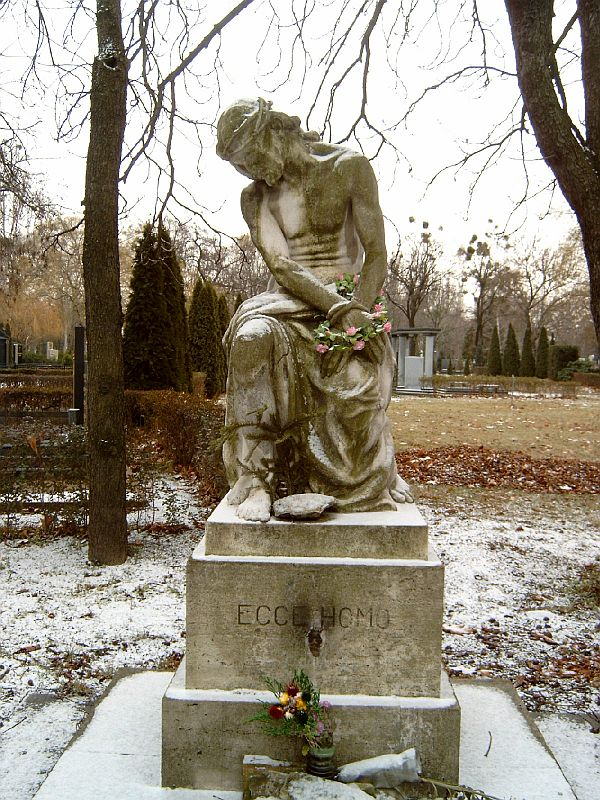
Horvay János sírja Budapesten. Kerepesi temető: 26-sziget. A szobrászművész saját alkotása.

Mecsekaljai Horvay János, eredetileg Hoppl, teljes nevén Horvai János Károly, (Pécs, 1874. május 27. – Budapest, Erzsébetváros, 1944. november 19.) magyar szobrász.

## Életpályája
Horvay, születési nevén Hoppel János családja Salzburg környékéről származik. A szülei Angster József meghívására telepedtek le Pécsett. Édesapja Hoppel Lajos aranyozó mester volt.
Az Iparművészeti Iskolában Mátrai Lajos György növendékeként, majd 1891 és 1898 között állami ösztöndíjjal Bécsben tanult, előbb Edmund von Hellmernél, majd 1894-1898-ig Caspar von Zumbusch mesteriskolájában. Több külföldi tanulmányutat tett (Párizs, 1901; Olaszország, 1902; Amerikai Egyesült Államok, 1928). 1897-től Budapesten élt. Eleinte Róna József műtermében dolgozott. Elnyerte a ceglédi Kossuth-szobormű pályázat első helyezését, majd 1902-ben a pécsi Zsolnay-szobrot mintázta meg, mely meghozta számára az elismerést.
Horvay élvezte Kossuth Ferenc barátságát is. 1902 és 1908 között évente két-három szobrot, portrét, szoborcsoportot készített a szabadságharc vezéréről. Lyka Károly kifejezésével, a „Kossuth-szobrok specialistája” lett, húsz Kossuthot ábrázoló szobra áll az ország különböző közterein. Keresett sírkőszobrász is volt. Korai kisplasztikáiban, szoborportréiban szecessziós elemek fedezhetők fel, később a historizáló akadémizmus egyik fő képviselője lett.
1908-ban ismét nyert egy Kossuth-szobor pályázaton, elnyerte a 12000 koronás első díjat és a megrendelést a Parlament elé szánt, az 1848-as első felelős magyar kormány tagjait ábrázoló hatalmas szoborkompozícióra. A kétszeres embernagyságú alakokból álló márványszobor leleplezésére csak 1927-ben került sor.
„Az életnek és a halál s enyészet eme tehetetlen ellenlábasának minden szenvedését, sóhaját, küzdelmét, kínját szeretem megrögzíteni, hogy annál inkább megértessem a halál félelmetes, de mégis fenséges hatalmát és kegyetlenségét. A Kossuth-szobor is tulajdonképpen annak a nagy temetőnek, amit Magyarországnak nevezünk, a szobra, azért állt olyan közel lelkemhez, mert azon a szobron a magyarnak a szenvedését és nagy bánatát kifejezésre hozhattam. Annak a nagy magyarnak a felmagasztalását célozza, kinél csodásabb, nagyszerűbb magyar lény sohasem élt, ki mindent odaadott nemzetének és nem fogadott el érte semmit! A magyar küzdelmes életének nincs fenségesebb jelképezője Kossuthnál: Ő az út, az igazság és az élet!” – vallotta Horvay a szobor kapcsán.
A monumentális mű csak 24 évig állhatott a helyén. 1951-ben a Magyar Népköztársaság Minisztertanácsa eltávolíttatta, „mint pesszimista, nem méltó” alkotást. Szerencsére ezt a művész már nem érhette meg. A szobor feldarabolva az Új-Köztemetőbe került. Innen szállíttatta el 1959-ben Dombóvár városa, ezzel megmentve az enyészettől. 1972-73-ban került mai helyére a dombóvári Szigeterdő szép parkjába, már nem egy szoborkompozícióként, hanem megbontva.
1913-ban rendezték meg az első gyűjteményes kiállítását a Nemzeti Szalonban.
2015. március 3-án leleplezték Horvay János 1927-es Kossuth szoborcsoportjának másolatát a budapesti Kossuth téren az eredeti helyén.

## Családja
Hoppl Lajos és Dullinger Magdolna fia. 1903. szeptember 24-én Budapesten, az Erzsébetvárosban házasságot kötött a nála öt évvel idősebb, trencséni születésű Vojtek Mária Terézia magánzóval, Vojtek András és Lieszkovszky Anna lányával. Felesége 1926. június 10-én elhunyt, második felesége Dostek Irma volt.

## Társulati tagságai
- A Céhbeliek tagja
- Benczúr Társaság tagja
- Cennini Társaság tagja
- A Nemzeti Szalon törzstagja, majd alelnöke

## Díjaiból, kitüntetéseiből
- 1913-ban a Nemzeti Szalon aranyérmét kapta.
- 1929-ben a barcelonai nemzetközi kiállításon Grand Prix (Beethoven szobrára)
- Mecsekaljai előnévvel nemességet kapott a királytól (a karánsebesi Erzsébet-szobráért).

## Kiállításaiból
1894-től szerepelt kiállításokon. 
- 1913 – Nemzeti Szalon
- 1917 – Nemzeti Szalon
- 1921 – Nemzeti Szalon
- 1927 – Tavaszi Tárlat, Műcsarnok
- 1929 – Világkiállítás, Barcelona

## Főbb művei

### Köztéri szobrok
- Első nagyobb műve a ceglédi Kossuth-szobor. (1902, Cegléd)
- Kossuth -szobor (1902, Kiskunlacháza)
- 1848-as emlékmű, 1903, Törökbecse)
- Kossuth-szobor (1903, Nagyatád)
- Kossuth-szobor (1903, Rakamaz a Kossuth parkban)
- Kossuth-szobor (1903, Soltvadkert)
- Kossuth-szobor (1904, Hajdúnánás)
- Kossuth-szobor (1905, Békéscsaba)
- Zsolnay-szobor (1907, Pécs, Szabadság út.)[12]
- Kossuth- szobor (1907, Körmend)
- Kossuth-szobor (1907, Karcag)
- Kossuth-szobor (1908, Pécs)
- Kossuth-szobor (1907, Szeghalom)
- Dalmady Győző (bronz, márvány, dombormű, 1922, Budapest, Semmelweis utca 6.)
- Névtelen hősök emléke (bronz, márvány, mészkő, 1924, V. ker. Budapest, Ludovika tér)
- Kossuth-szobor – Az 1908-ban alkotott, 1927-ben a az V. kerületi Kossuth Lajos téren leleplezett szoborcsoport része.[13]
- Batthyány Lajos szobra (1908, Dombóvár, Sziget-sor) – a budapesti Kossuth szoborcsoport része volt.
- II. Rákóczi Ferenc (Bronz, márvány, dombormű, VIII. Budapest, Rákóczi út 5. I. emeleti ajtó felett.
- Habokból született Vénusz (kútszobor, 1927. Budapest, Széchenyi gyógyfürdő) Köztérkép
- Kossuth-szobor, (1928, New York)[14]
- Népdal (1929, Budapest, Erzsébet tér)[15]
- Toldi a farkassal és János vitéz a sárkánnyal (1929, Budapest, Keve utca 41. Az iskola bejáratának két oldalán.)
- Gubody Ferenc (Cegléd város polgármestere volt 1884-1907-ig. Felállítás éve ismeretlen, Cegléd)
- Herman Ottó-emlék (1930, Budapest, Múzeum krt. 14.), Csúcs Ferenccel együtt. Magyar Ornitológusok Szövetsége és a Néprajzi Társaság közadakozásból állíttatta.
- Petőfi Sándor (haraszti mészkő, 1930, Szeged, Dóm tér)
- Gárdonyi-szobor (1932, Budapest, Bartók Béla út 32-36.) Az Országos Gárdonyi Géza Irodalmi Társaság közadakozásból állíttatta.
- Beethoven-szobor (1932)
- Világháborús emlékmű (1936, I. világháborús, Győr, Radó-sziget.)
- Irinyi János emléktábla (dombormű, 1936, Budapest, Mikszáth Kálmán tér 1.)
- Gyógyítás (1940, Budapest, Traumatológiai Intézet Kertjében – lebontva.)
- Orvosok Hősi Emlékműve (1942, Budapest, Ludovika tér).
- Kossuth-szobor (Év ismeretlen, Ittabe)
- Cserháti Sándor szobra (Év ismeretlen, mellszobor, Magyaróvári Egyetem)

### Síremlékek

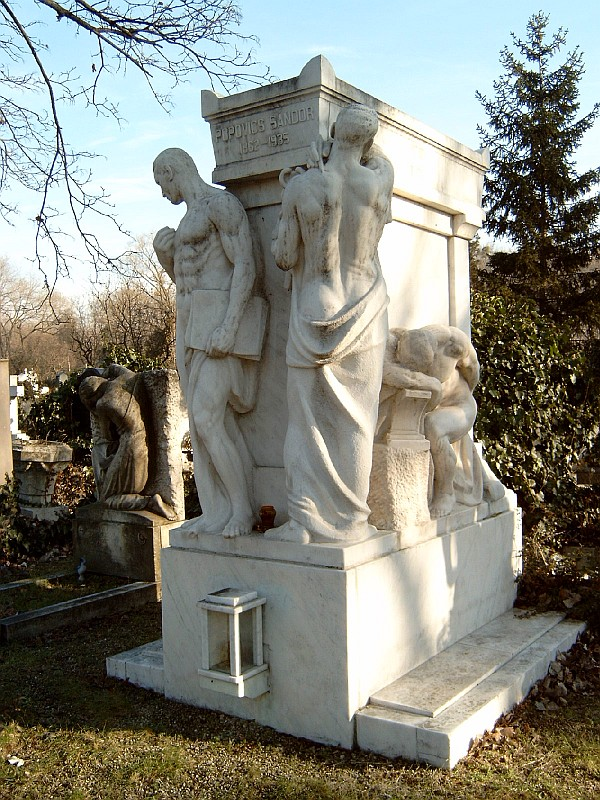
Popovics Sándor sírja Budapesten. Fiumei úti sírkert: 34-1-96.

- Bakonyi Károly síremléke a Fiumei úti sírkertben.
- Buday Barna sírja a Kerepesi temetőben.
- Gerbeaud Emil síremléke a Fiumei úti sírkertben.
- Vujovich György családi síremléke a Kecskeméti temetőben
- Horvay János síremlékét a művész saját alkotása díszíti a Fiumei úti sírkertben.
- Pilch Andor (1877-1936) síremléke (1936, Pécs, Siklósi utca 43. Köztemető)   Jó pásztor szobra Köztérkép
- Popovics Sándor sírja a Fiumei úti sírkertben.
- Szabolcska Mihály sírja a Fiumei úti sírkertben.
- A Brükler család síremléke a Fiumei úti sírkertben.[16]

### Kisplasztikái
- Éva (1900-as évek. Városi Képtár – Deák Gyűjtemény, Székesfehérvár. (51x11,2x11 cm, keménycserép. Alapmáz felett ú.n. labrador eozin máz).
- Éva (1900-as évek. Városi Képtár – Deák Gyűjtemény, Székesfehérvár. (54x12,5x14 cm, öntött, bronz). [17]